# ボブ・マーフィー・オモレグベ
ボブ・マーフィー・オモレグベ（Bob Murphy Omoregbe、2003年11月5日 - ）は、イタリア・ノヴァーラ出身のサッカー選手。FKノヴィ・パザル所属。ポジションはFW。

## クラブ経歴

### ボルゴセシア・カルチョ
オモレグベのキャリアのスタートはボルゴセシア・カルチョであり、15試合に出場し、5ゴールを決めている。。

### ACミラン
2021年11月11日、ACミランへ移籍しプリマヴェーラの一員として登録される。
2024-25シーズンより新設したリザーブチーム、ミラン・フトゥーロへ加入した。
2025年1月11日、セルジオ・コンセイソン監督によりノア・オカフォーの代わりになるウィンガーとしてトップチームへ初招集を果たすと同時に、セリエA第20節カリアリ・カルチョ戦にて後半88分ラファエル・レオンと交代で途中出場、セリエAデビューを果たす。

### FKノヴィ・パザル
2025年7月10日、FKノヴィ・パザルへフリーで完全移籍した。